# Liste de juin
Pour le parti au Danemark, voir Mouvement de juin.
La Liste de juin (en suédois : Junilistan) est un parti politique suédois, eurosceptique, fondé en 2004.

## Histoire
Il prend son nom et son inspiration du Mouvement de juin danois, né en 1992.
Au Parlement européen ses élus siégeaient au sein du groupe Indépendance/Démocratie (IND/DEM).

## Parlement européen
| Année | Élus   | Votes   | %    | Rang | Tête de liste    | Groupe |
| 2004  | 3 / 19 | 363 472 | 14,5 | #3   | Nils Lundgren    | ID     |
| 2009  | 0 / 18 | 112 355 | 3,6  | #9   | Sören Wibe       |        |
| 2014  | 0 / 20 | 11 629  | 0,3  | #11  | Jörgen Appelgren |        |